# 84
Het jaar 84 is het 84e jaar in de 1e eeuw volgens de christelijke jaartelling.

## Gebeurtenissen

### Italië
- Keizer Domitianus roept Gnaeus Julius Agricola terug naar Rome, hij houdt een triomftocht en wordt als een held verwelkomd. Domitianus benoemd hem tot gouverneur van Africa, maar dit wijst hij af.
- Domitianus krijgt een verhouding met zijn nicht Julia Titi en laat haar echtgenoot Titus Flavius Sabinus op valse beschuldigingen executeren.

## Overleden
- Titus Flavius Sabinus, Romeins consul (geëxecuteerd)